# Gameknot
GameKnot (letteralmente "Nodo di Gioco") è un server di scacchi che fornisce giochi di lega e di tornei, assieme a giochi in Java per giocatore singolo.
GameKnot è diventato attivo nel 2001 e le ultime statistiche conosciute (anno 2007) indicano in 700.000 i giocatori registrati e in oltre 12 milioni le partite qui disputate.
Per una tipica partita giocata in questo sito, a meno che gli utenti siano contemporaneamente on line e abbiano l'intenzione di giocare velocemente, viene disputata su un arco di tempo che copre vari giorni, settimane o anche mesi e quindi le partite sono assimilabili alle storiche partite di scacchi per corrispondenza.
Il sito offre una varietà di opzioni: due estese basi di dati, la prima per i giocatori con punteggio superiore ai 1500 Elo e la seconda per quelli con punteggio superiore a 1900 Elo,  sono suddivise per i nomi con cui sono generalmente conosciute le aperture degli scacchi; offre tornei promossi dal sito stesso e mini tornei promossi dagli stessi giocatori; possiede un'applicazione per il gioco estremamente veloce ("lampo" o Blitz chess); consente di programmare delle mosse condizionali durante una partita e di dichiarare una pausa per sospendere le partite in atto; possiede anche la possibilità di "analisi della scacchiera" (analyze board) che permette ai giocatori di verifica/esplorazione di mosse potenziali.
La piattaforma scacchistica usa per indicare la forza attuale di un giocatore un sistema di punteggio Elo molto simile al sistema utilizzato dalla FIDE e mantiene memoria dei giochi eseguiti offrendo quindi la possibilità d'imparare dalle precedenti partite disputate.
Ogni profilo del giocatore riporta informazioni del suo punteggio Elo, un grafico che mostra l'andamento per un periodo di un anno, le statistiche delle partite vinte, perse, pattate e di quelle attualmente in corso; riporta anche l'ultima data in cui il giocatore è stato attivo nel sito. Dà inoltre informazioni relative ai mini-tornei e sul gioco di squadra, il numero e le percentuali delle partite perse per tempo, il tempo medio di risposta per singola mossa; fornisce il numero della serie di vittorie e sconfitte e altri valori in percentuale, le "tendenze" per tutte le partite, con lasso temporale dell'ultimo anno e degli ultimi 90 giorni.
Per evitare che i giocatori duplichino i propri diritti di accesso (account), GameKnot esegue delle scansioni sugli indirizzi IP degli account con accesso di base e gratuito per verificare attività sospette quali ad esempio la manipolazione del risultato da parte di giocatori che giocano dallo stesso indirizzo IP.
I giocatori non paganti sono limitati ad un massimo di 12 partite contemporanee.
La piattaforma scacchistica trova il proprio sostentamento dalla pubblicità mostrata a video e dai giocatori paganti. Questi ultimi possiedono quindi più opzioni, come ad esempio la possibilità di giocare più partite contemporaneamente. GameKnot fornisce inoltre spazio per le squadre, i club e dei forum di discussione riservati ad account più costosi per capitani e co-capitani di squadra.